# Lobelia valida
Lobelia valida là loài thực vật có hoa trong họ Hoa chuông. Loài này được L.Bolus mô tả khoa học đầu tiên năm 1936.